# Komiljon Otaniyozov
Komiljon Otaniyozov (Kamildschan Atanijasow, russisch Камилджан Атаниязов, wiss. Transliteration Kamildžan Atanijazov; * 22. Juli 1917 in Khanat Chiwa; † 5. November 1975 in Taschkent) war ein sowjetischer Sänger, Musiker, Schauspieler und Komponist.

## Leben
Otaniyozov studierte bei Bola Bakhshi (Genre der Epen), Matpano Khudaiberganov (Genre der Choresmien-Lieder). Er erwarb einen Abschluss an der Musikhochschule von Taschkent (1955) und absolvierte ein Studium am Staatliches Konservatorium Usbekistans (1955–56).
Er arbeitete als Sänger und Schauspieler in Theatern der Choresmien-Region (1936–52), unter anderem in den Rollen von Farhod („Farhod und Shirin“), Tahir, Parfi Hofiz („Tahir und Zuhra“), Kadyr („Gulsara“), Davron ota („Davron ota“). Er gründete ein Gesangs- und Tanzensemble im Choresmien-Regionaltheater (1949) und organisierte Konzerte.
In den Jahren 1957–75 war er Solist in der Staatlichen Philharmonie Usbekistans und bereits 1957 gründete er das Ensemble für Gesang und Tanz aus Choresmien in der Philharmonie (heute das Ensemble „Lazgi“, 1957–59; 1963–68 war er dessen künstlerischer Leiter). 1967 gründete er ein Folklore-Ensemble im Drama-Theater von Taschauz (Turkmenistan) und 1973–74 das Ensemble „Feruz“ im Bezirk Schawat.
Zu seiner Zeit war er der einzige Künstler, der als Sänger, Komponist, Musiker und Dichter auftrat, und welcher das gesamte Programm seiner Auftritte selbst gestaltete. Er brachte das Werk der turkmenischen Dichter Mahtumkuli und Mollanepes in die usbekische Musik ein. Beide studierten in Choresmien und schrieben neben Turkmenisch auch auf Altusbekisch. Komiljon Otaniyozovs Landsmann, der Dichter Omon Matjon, sagte:

„Was bedeutet Komiljon Otaniyozov für die Liedkunst Usbekistans? - Dasselbe wie Mir ʿAli Schir Nawāʾi für die usbekische Literatur“

## Ehrungen
- Volkskünstler der Usbekischen SSR (1949)
- Volkskünstler der Turkmenischen SSR (1964)
- Volkskünstler der Karakalpakstan ASSR (1968)